# Giovanna di Valois (badessa 1294)
Giovanna di Valois (Longpont, 1294 – Fontenelle, 7 marzo 1342) figlia maggiore di Carlo di Valois e di Margherita d'Angiò, contessa di Valois, era sorella del re Filippo VI di Francia.

## La vita
Giovanna di Valois nacque nel 1294 a Longpont da Carlo di Valois e dalla sua prima moglie Margherita d'Angiò, contessa di Valois, suoi nonni paterni erano Isabel d'Aragona e Filippo III di Francia, mentre per parte di madre era nipote di Carlo II d'Angiò e Maria d'Ungheria. Nel 1299 sua madre Margherita morì e due anni dopo suo padre si risposò con Caterina I di Courtenay, Imperatrice di Costantinopoli dalla quale ebbe quattro figli che si andarono ad aggiungere ai sei che già aveva avuto dal primo matrimonio. Quando nel 1307 Carlo rimase di nuovo vedovo si risposò la terza volta con Mahaut di Châtillon da cui ebbe altri quattro figli.
Il 23 maggio 1305 Giovanna venne data in matrimonio a Guglielmo I di Hainaut.
Quando, quasi due decenni dopo, sua cugina Isabella di Francia si pose contro il marito Edoardo II d'Inghilterra Giovanna decise di appoggiarla, il 16 dicembre 1325 suo padre Carlo morì ed ella si recò in Francia ai funerali e in quell'occasione riuscì a parlare con la cugina e con Carlo IV di Francia. Quel che ne scaturì fu un'alleanza fra la Francia, l'Hainaut e quegli inglesi che si contrapponevano a Edoardo II e al suo favorito Ugo Despenser il giovane. Tale alleanza venne ratificata dal fidanzamento del figlio di Isabella, Edoardo, con una delle figlie di Giovanna Philippa, Giovanna offrì anche le sue terre perché Isabella e il suo amante Ruggero Mortimer, I conte di March le potessero usare come base per la loro invasione all'Inghilterra.
Nel 1332, quando Philippa era già salita al trono quale moglie di Edoardo III d'Inghilterra Giovanna organizzò il matrimonio fra Eleonora di Woodstock (18 giugno 1318-22 aprile 1355), una delle figlie di Isabella, e Reinoud II, conte di Gheldria (1295circa-12 ottobre 1343) andando poi in visita dalla figlia in Inghilterra.
Dopo la morte del marito nel 1337 Giovanna prese il velo e divenne Badessa presso l'Abbazia di Fontevrault. Tre anni dopo suo fratello Filippo venne sconfitto dal genero di Giovanna Ludovico il Bavaro alla battaglia navale di Sluys e poco dopo l'altro suo genero Edoardo iniziò l'assedio di Tournai. A causa dei suoi legami di parentela con i belligeranti Papa Benedetto XIII chiese a Giovanna di intercedere perché i due stringessero un accordo di pace che venne siglato e mantenuto fino alla morte di Ludovico nel 1347.
Giovanna morì il 7 marzo 1342.

## Matrimonio e figli
Dal matrimonio di Giovanna e Guglielmo nacquero:
- Guglielmo II di Hainaut
- Jan (morto nel 1316)
- Margherita II di Hainaut, che sposò Ludovico il Bavaro
- Filippa di Hainaut, che sposò Edoardo III d'Inghilterra
- Agnes (morta nel 1327)
- Johanna di Hainaut (1315-1374), sposò Willem VI van Gulik (1299-1361)
- Isabelle di Hainaut (1323-1361), sposò Robert di Namur (1323-1391)
- Louis di Hainaut (1325-1328)

## Ascendenza
|                                        |                 |                        | Genitori                           |  |  | Nonni |  |  | Bisnonni            |  |  | Trisnonni             |  |
|                                        |                 |                        |                                    |  |  |       |  |  | Luigi IX di Francia |  |  | Luigi VIII di Francia |  |
|                                        |                 |                        |                                    |  |  |       |  |  | Luigi IX di Francia |  |  | Luigi VIII di Francia |  |
|                                        |                 | Bianca di Castiglia    |                                    |  |  |       |  |  | Luigi IX di Francia |  |  |                       |  |
| Filippo III di Francia                 |                 |                        |                                    |  |  |       |  |  | Luigi IX di Francia |  |  |                       |  |
|                                        |                 | Margherita di Provenza | Raimondo Berengario IV di Provenza |  |  |       |  |  |                     |  |  |                       |  |
|                                        |                 | Margherita di Provenza | Raimondo Berengario IV di Provenza |  |  |       |  |  |                     |  |  |                       |  |
|                                        |                 | Margherita di Provenza | Beatrice di Savoia                 |  |  |       |  |  |                     |  |  |                       |  |
| Carlo di Valois                        |                 | Margherita di Provenza |                                    |  |  |       |  |  |                     |  |  |                       |  |
|                                        |                 | Giacomo I d'Aragona    | Pietro II d'Aragona                |  |  |       |  |  |                     |  |  |                       |  |
|                                        |                 | Giacomo I d'Aragona    | Pietro II d'Aragona                |  |  |       |  |  |                     |  |  |                       |  |
|                                        |                 | Giacomo I d'Aragona    | Maria di Montpellier               |  |  |       |  |  |                     |  |  |                       |  |
| Isabel d'Aragona                       |                 | Giacomo I d'Aragona    |                                    |  |  |       |  |  |                     |  |  |                       |  |
|                                        |                 | Iolanda d'Ungheria     | Andrea II d'Ungheria               |  |  |       |  |  |                     |  |  |                       |  |
|                                        |                 | Iolanda d'Ungheria     | Andrea II d'Ungheria               |  |  |       |  |  |                     |  |  |                       |  |
|                                        |                 | Iolanda d'Ungheria     | Iolanda di Courtenay               |  |  |       |  |  |                     |  |  |                       |  |
| Giovanna di Valois                     |                 | Iolanda d'Ungheria     |                                    |  |  |       |  |  |                     |  |  |                       |  |
|                                        | Carlo I d'Angiò | Luigi VIII di Francia  |                                    |  |  |       |  |  |                     |  |  |                       |  |
|                                        | Carlo I d'Angiò | Luigi VIII di Francia  |                                    |  |  |       |  |  |                     |  |  |                       |  |
|                                        | Carlo I d'Angiò | Bianca di Castiglia    |                                    |  |  |       |  |  |                     |  |  |                       |  |
| Carlo II d'Angiò                       | Carlo I d'Angiò |                        |                                    |  |  |       |  |  |                     |  |  |                       |  |
|                                        |                 | Beatrice di Provenza   | Raimondo Berengario IV di Provenza |  |  |       |  |  |                     |  |  |                       |  |
|                                        |                 | Beatrice di Provenza   | Raimondo Berengario IV di Provenza |  |  |       |  |  |                     |  |  |                       |  |
|                                        |                 | Beatrice di Provenza   | Beatrice di Savoia                 |  |  |       |  |  |                     |  |  |                       |  |
| Margherita d'Angiò, contessa di Valois |                 | Beatrice di Provenza   |                                    |  |  |       |  |  |                     |  |  |                       |  |
|                                        |                 | Stefano V d'Ungheria   | Béla IV d'Ungheria                 |  |  |       |  |  |                     |  |  |                       |  |
|                                        |                 | Stefano V d'Ungheria   | Béla IV d'Ungheria                 |  |  |       |  |  |                     |  |  |                       |  |
|                                        |                 | Stefano V d'Ungheria   | Maria Lascaris di Nicea            |  |  |       |  |  |                     |  |  |                       |  |
| Maria d'Ungheria                       |                 | Stefano V d'Ungheria   |                                    |  |  |       |  |  |                     |  |  |                       |  |
|                                        |                 | Elisabetta dei Cumani  | Köten                              |  |  |       |  |  |                     |  |  |                       |  |
|                                        |                 | Elisabetta dei Cumani  | Köten                              |  |  |       |  |  |                     |  |  |                       |  |
|                                        |                 | Elisabetta dei Cumani  | …                                  |  |  |       |  |  |                     |  |  |                       |  |
|                                        |                 | Elisabetta dei Cumani  |                                    |  |  |       |  |  |                     |  |  |                       |  |